# Vlucht in het oneindige
Vlucht in het oneindige is een hoorspel van Walter Erich Schäfer. Himmelfahrt des Physikers M.N. werd op 5 november 1958 door de RIAS (Rundfunk im amerikanischen Sektor Berlins) uitgezonden. Dolf Verspoor vertaalde het en de VPRO zond het uit op vrijdag 25 december 1959, van 20:05 uur tot 21:00 uur. Het elektronisch geluidsdecor was van Anthon van der Horst en Arie Brandon. De regisseur was Coos Mulder.

## Rolbezetting
- Kees Brusse (de natuurkundige)
- Pim Reijntjes (de nieuwslezer)

## Inhoud
Een monoloog - het dramatische bericht van een Amerikaans wetenschapsman, die met een raket in het heelal geschoten is. Hij schildert de indrukken van zijn kolossale hoogtevlucht, die tot in de oneindige verten van het heelal gaat. Maar - in werkelijkheid is M.N. nooit met een raket in de ruimte geraakt. Reeds bij de start is het projectiel geëxplodeerd en de onderzoeker zwaargewond. Hij wordt naar een ziekenhuis gebracht - zijn koortsfantasieën, aan de rand van de dood gedroomd, lopen vooruit op toekomstige gebeurtenissen…